# کولن، لانکاشر
latitudeکولن، لانکاشرlongitudeکولن، لانکاشر
کولن، لانکاشر (به انگلیسی: Colne) یک بلوک شهری در بریتانیا است که در انگلستان واقع شده‌است.

## خصوصیات
کولن ۱۸٬۸۰۶ نفر جمعیت دارد.